# Norbert Gyömbér
Norbert Gyömbér (Banská Bystrica, 3 de juliol de 1992) és un futbolista eslovac que juga com a defensa a l'AS Roma a la Sèrie A italiana.

## Carrera de club

### FK Dukla Banská Bystrica
Nascut a Revúca, Gyömbér va començar a jugar futbol amb club MFK Revúca, abans d'unir-se a l'equip de joventut de Corgoň Liga FK Dukla Banská Bystrica el 2006. Norbert va fer el seu debut professional amb Dukla Banská Bystrica l'1 d'octubre de 2011 en un partit de lliga contra el MFK Ružomberok. El 25 de maig de 2012, Gyömbér va ser votat pels seguidors de Dukla Banská Bystrica per mantenir-se, malgrat començar just en el 18è partit de lliga.

### Calcio Catania
El Calcio Catania va acordar oficialment el traspàs permanent del migcampista Norbert Gyömbér procedent del Dukla Banská Bystrica durant la finestra de fitxatges del gener de 2013, però el traspàs no es va completar oficialment fins a l'1 de juliol de 2013.

### AS Roma
El 18 d'agost de 2015, Gyömbér es va unir a la Roma en un préstec d'un any, i el fitxatge es va fer permanent el 21 de juny de 2016 per 1,5 milions d'euros.

### Pescara
El 15 d'agost de 2016, Gyömbér es va unir al Pescara en un préstec per una temporada.

### Terek Grozny
El 16 de febrer de 2017, es va incorporar al club de la Russian Premier League FC Terek Grozny en un préstec fins al final de la temporada 2016–17.

### Perugia
El 14 d'agost de 2018, va signar un contracte de tres anys amb el club de la Serie B Perugia.

### Salernitana
El 12 de setembre de 2020, es va unir a la Salernitana amb un contracte de tres anys.